# 野川さくらのマシュマロ♪たいむ
『野川さくらのマシュマロ♪たいむ』（のがわさくらのマシュマロたいむ）は、野川さくらがパーソナリティを務めるラジオ番組である。HiBiKi Radio Stationで配信されていた。

## 来歴
- 2001年10月7日、ラジオ関西で放送を開始した。その前に同年4月から同局で四ッ谷式Cyber Project「野川さくらのハッピープリン」を担当していて、そこから所属事務所のラムズおよび所属レコード会社のランティス提供の単独枠の番組へと派生していった（一時期、ランティス単独提供の時期が続いたが、再び両社の提供→ランティス単独提供を経て、現在はラムズの単独提供になっている）。
- 2002年10月よりラジオ日本でもネットを開始し、関東上陸を果たす（開始当初は『たかのんラジオサーカス』との2本立て構成・月曜24:30 - ）。
- その後2004年3月より、所属事務所のラムズ社長の出身地である茨城県のAMラジオ局・茨城放送（現在のLuckyFM茨城放送）でもネットを開始した。（火曜23:30 - ・2004年10月まで）
- そして2004年10月より、関東地区での放送局を文化放送に一本化すると同時にキー局を同局に変更した（番組宛て先も同局へ、番組制作も同局子会社へとそれぞれ変更している）。
- ゲストはスポンサーであったランティス関係の歌手が多く（主に同社の野川担当マネージャーであった松村起代子が掛け持ちで担当する者の出演頻度が高く、逆に同社の別のマネージャーが担当する者は、中原麻衣や平野綾、茅原実里などのように出演実績が未だない例もある）、野川の音楽プロデューサーだった影山ヒロノブもよく出演していた。また、同じラムズ所属で野川のライブツアーにも参加する事が多いサイキックラバーも出演する事がある。
- 2008年3月4日の放送で当番組が3月いっぱいで地上波での放送を終了することが発表され、ネットでは2008年5月3日に再開されると、本人公式サイトによって発表された。
- 第338回では、前半がにゃっほ〜先生、後半がにゃっほ〜大明神、EDが野川さくら、というような構成になっている。
- 第387回（2009年4月6日）より、HiBiKi Radio Stationで配信が開始された。
- 第581回（2012年12月31日）、最終回を迎えた。
- 2017年4月スタッフ再結集[注 1]で事実上の後継番組「野川さくらのチョコレート♪たいむ」が開始。

## 放送時間
- HiBiKi Radio Station
配信期間：2009年4月6日 - 2012年12月31日（毎週月曜日）

### 過去の放送時間
- ラジオ関西
配信期間：2001年10月7日 - ?年?月（毎週木曜日 25:00〜25:30）
配信期間：?年?月 - 2003年3月（毎週木曜日 24:00〜24:30）
配信期間：2003年4月 - 2008年3月（毎週金曜日 24:00〜24:30）
- アール・エフ・ラジオ日本
配信期間：2002年10月 - 2004年9月 月曜日 24:30〜25:00
- 文化放送
配信期間：2004年10月 - 2008年3月（毎週火曜日 25:30〜26:00）
- 茨城放送
配信期間：2004年3月 - 2004年10月
- ランティスウェブラジオ
配信期間：?年?月 - 2009年3月（毎週土曜日）※2008年4月は地上波終了・ネット移行期間のため1か月間休み

※文化放送キー局以前はラジオ関西がキー局だった。
※著作権の都合で地上波でランティス以外の楽曲が使われた場合はネット配信時にランティスの楽曲に変更されている。

## コーナー
- 普通のお便り
- マシュマロ大辞典
- 教えて! にゃっほ〜先生!
- 開運! にゃっほ〜神社!
- またたびタクシーただ今実車中!
にゃっほ〜先生とにゃっほ〜神社/またたびタクシーは隔週交代である。

### 期間限定コーナー
- 月明かりのメロディー

毎週楽曲を一曲取り上げて、その曲の歌詞の世界観を切り取ったようなドラマとともに一緒におくるコーナー。
当初はレギュラーコーナーだったが終了後もアルバム強化ウィークになると期間限定で復活する(そのときはマシュマロ大辞典が休みになる)。

### にゃっほ〜先生
番組内に「謎の女教師 」と名乗って登場する保健室の先生。
常に自分は大人のオンナであることをアピールしながら生徒クン（リスナー）の悩み相談を受け付ける。その正体は謎とされている。番組パーソナリティの野川に対抗意識を燃やしている。
また、ランティスのあるスタッフに似た姉がいる。

ゲストが保健室に入るときは、ドアチャイムが鳴る。
2004年には2月15日に神戸・松方ホールで開催された公開録音にゲスト出演。その際に青森県出身であると語る（?）。その年の大晦日の野川のカウントダウンライブにもゲスト出演。
過去に彦麻呂を知らないと発言したことがある。
最終回公録に於いて、CV.野川さくらによる完全台本コーナーであることが明かされた。

### にゃっほ〜大明神
番組内に「GOD」と名乗って登場する神様。リスナーに電話するコーナー。
ちなみに「GOD」の正体はにゃっほ〜先生であることを、第338回放送分で明かす。
ブラジャーを着けている、17歳などと発言したことがある。
恋に悩むリスナーに告白を促し、番組エンディングで結果を聞いたこともある。

### またたびタクシー
夜の帳が降りる頃、走るタクシー。謎の覆面運転手が客（リスナー）の愚痴などを聞くコーナー。
世間話の後、行き先を聞き、メールを読み最後は料金を言った後、運転手が格言(?)を言って占める形となっている。
地上波終了に伴い、大明神と入れ替わる形で始まった。

### マシュマロ大辞典
文化放送時代のコーナー。世の中に存在するさまざまな“あいまいなもの”の境界線を収めた辞典『マシュマロ大辞典』を作ろうというコーナー。事前に番組が決めたテーマを発表し、その境界線を募集する形がとられている。
なお、コーナー中はボーダーさくらと名乗ってはいるが他の人と違い野川さくらと同一人物である。

## エピソード
現在担当の田野幸伸ディレクターが、野川の親友である田中理恵が出演する『有楽町アニメタウン』も掛け持ちである事が、野川がその前番組である『東京キャラクターショーRADIO』2003年12月14日放送分以来、2年2ヶ月ぶりにゲスト出演した2006年2月5日分での、田中の公式サイト上に毎週公開されているインターネットラジオ『裏アニタン』にて明らかになった（この日の分は同年2月12日まで公開。なお「アニタン」は2007年4月1日に終了している）。「マシュマロ」において、新しいディレクターが就任した話が出た回があった事から、途中参加と見られる。
この『マシュマロ』においても、田中や千葉紗子、新谷良子、田村ゆかりなどの友人に関して語る事も多い（2004年まで野川と同じランティスからCDリリースを行っていた関係で、千葉がゲスト出演する事も多かった。田中に関してはラムズとの関わりが皆無に等しいビクターエンタテインメント所属からか、『マシュマロ』へのゲスト出演実績はなかったがHIBIKIへ移転後、ストライクウィッチーズの宣伝を兼ねた正月企画で園崎未恵と共に出演を果たした。ただし、前述の田野Dの計らいからか、2006年2月28日放送分では、千葉や新谷と共に、野川への誕生日祝いメッセージが流れた）。
ラジオ関西では同番組が放送されていた金曜24:00から25:00まではランティス提供枠である。
2004年には文化放送で前後放送されていたPONY CANYON STYLE まるなび!?とのコラボ企画として同番組のパーソナリティー能登麻美子がゲスト出演した。
2009年7月6日配信（第400回）では、第400回記念企画として「野川さくら東京初めて体験」という外ロケ収録が放送された。

## ラジオドラマ
- SAKURA〜雪月華〜

## 主題歌
オープニング
- そよ風のロンド（#?〜#?）
- white song（#?〜#?）
- 風の中の少年（#?〜#?）
- SAKURAマジック〜しあわせになろう〜（#?〜#?）
- マシュマロ♪たいむ（#?〜#224）
- Always（#225〜#305）
- マーブル恋譜（#306〜#339）
- Last Stop（#340〜）

エンディング
- One Drop（#?〜#?）
- ハートのパズル（#?〜#?）
- Hello my love（#?〜#126）
- Happy Merry Cherry Blossoms（#127）
- にゃんきゅ〜♪（#128〜#?）
- 遥か（#?〜#305）
- 時の彼方（#306〜#339）
- SAKURA AI REN（#340〜#?）

## 関連CD
- 野川さくらのマシュマロ♪たいむ #1 - 3（2003年 - 2005年）